# Laurent Yves Antoine André
Laurent Yves Antoine André est un homme politique français né le 20 octobre 1750 à Remiremont (Vosges) et décédé le 29 mars 1796 à Ramonchamp (Vosges).

## Biographie
Notaire royal au Thillot, puis administrateur du département, il est élu député des Vosges le 31 août 1791. Il est membre du comité du commerce et du comité des domaine. Il n'intervient à la Chambre qu'une seule fois. Il se retire l'année suivante. Sa résidence est pillée en septembre 1793 par des volontaires du district de Remiremont. 

## Sources
- Ressource relative à la vie publique :   - Base Sycomore
- « Laurent Yves Antoine André », dans Adolphe Robert et Gaston Cougny, Dictionnaire des parlementaires français, Edgar Bourloton, 1889-1891 [détail de l’édition]

1. ↑  1791-2003, le grand livre des élus vosgiens p. 12.